# ルツェルン州

ルツェルン州の位置

ルツェルン州（ルツェルンしゅう、ドイツ語: Kanton Luzern、スイスドイツ語: Kanton Lozärn、英語: Canton of Lucerne）は、スイスのカントン（州）。人口は39万8762人（2015年12月）、州都はルツェルン。5つの行政区に分かれている。ドイツ語圏。

## 地理

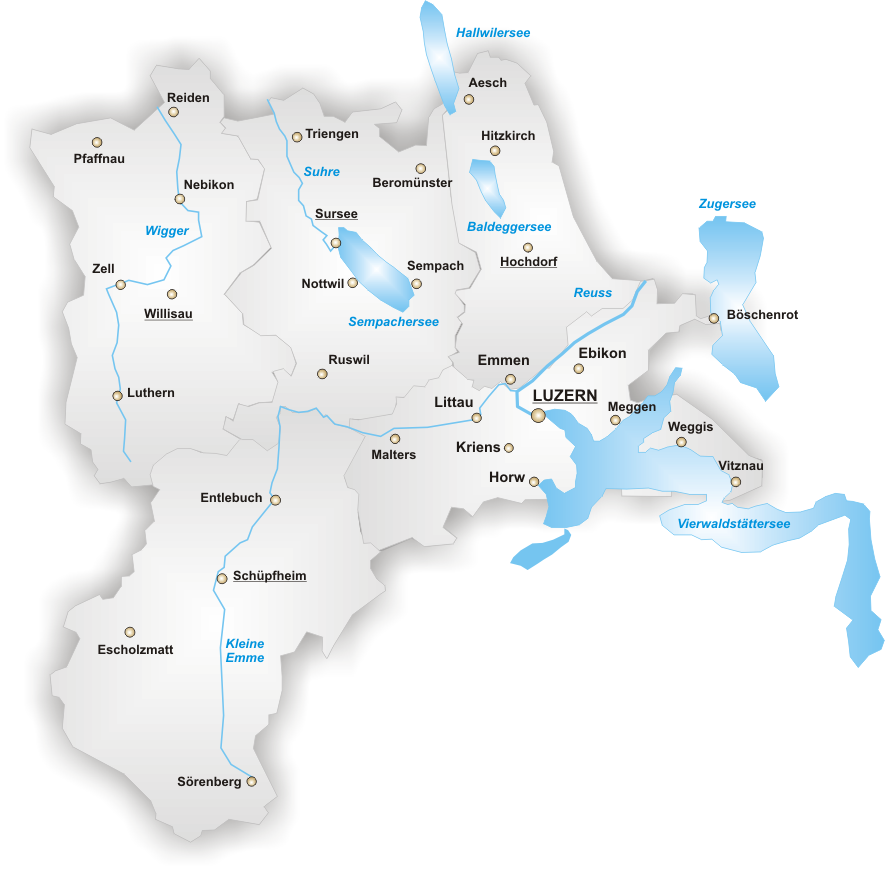
ルツェルン州の地図

ルツェルン州はスイスのほぼ中央に位置している。

### 隣接している州
- 南西:ベルン州
- 北東:アールガウ州
- 東:シュヴィーツ州,ツーク州
- 南:オプヴァルデン準州,ニトヴァルデン準州

### 地形
- ゼンパハ湖

## 行政区
ルツェルン州は以下の5つの行政区 (Amt) に分かれている。
| 行政区 (Amt)               | 人口 (2012年12月) | 面積 (km²) | 中心都市 (Hauptort)         | 基礎自治体の数 |
| -------------------------- | ----------------- | ---------- | --------------------------- | -------------- |
| エントレブッフ (Entlebuch) | 18,749            | 410.13     | シュプフハイム (Schüpfheim) | 9              |
| ホーホドルフ (Hochdorf)    | 67,818            | 183.95     | ホーホドルフ (Hochdorf)     | 14             |
| ルツェルン (Luzern)        | 176,710           | 259.92     | ルツェルン (Luzern)         | 18             |
| スルゼー (Sursee)          | 72,373            | 302.04     | スルゼー (Sursee)           | 19             |
| ヴィリサウ (Willisau)      | 50,432            | 336.99     | ヴィリサウ (Willisau)       | 23             |
| 合計 (5)                   | 386,082           | 1493.03    | ルツェルン (Luzern)         | 83             |